# Robert Holmes (football)
Pour les articles homonymes, voir Holmes.
Robert Holmes, né le 23 juin 1867 à Preston et mort le 16 novembre 1955, est un joueur de football anglais qui évolue en tant que défenseur lors des débuts du développement de la Football League. Il est un des membres de l'équipe « invincible » du Preston North End. Au terme de sa carrière de joueur, il devient entraîneur.

## Biographie

### Avec Preston North End
Robert Holmes évolue toute sa carrière au sein de l'équipe professionnelle de sa ville de naissance, le Preston North End Football Club. Il occupe le poste d'arrière gauche.
Lors de la saison inaugurale du championnat d'Angleterre en 1888-1889, il dispute tous les matchs de son équipe. Preston remporte le championnat en ne perdant aucun match. Il est cette année-là le seul joueur de l'équipe à jouer la totalité des matchs dans les deux compétitions.
La même année, il dispute avec son équipe la Coupe d'Angleterre qu'il remporte également. Preston remporte donc les deux compétitions majeures du football anglais sans perdre la moindre rencontre. De là vient leur surnom d'« invincible ».
Holmes remporte un deuxième titre la saison suivante.
Au moment d'arrêter sa carrière de joueur, Holmes n'aura connu qu'un seul club. Il y joue 300 matchs et ne marque qu'un seul but. Cela se passe en octobre 1895 lors d'un match nul 1-1 contre Burnley FC.

### En équipe d'Angleterre
Robert Holmes compte sept sélections en équipe d'Angleterre de football. Il joue son premier match international à l'âge de 20 ans, le 1er avril 1888, lors d'une victoire 5 buts à 1 à Belfast contre l'Irlande.
Il est par trois fois le capitaine de l'équipe. Son premier capitanat arrive en mars 1893, lors d'une large victoire contre le pays de Galles 6 à 0 à Stoke-on-Trent. Il est ensuite de nouveau capitaine à deux reprises, contre l'Irlande. À noter une très large victoire contre les irlandais en mars 1895 (9-0 à Derby).
Il remporte sous les couleurs anglaises à cinq reprises le British Home Championship : en 1887-1888, 1890-1891, 1891-1892, 1892-1893 et 1894-1895.
Le bilan de sa carrière en équipe d'Angleterre s'élève à six victoires et un nul.

### Carrière d'entraîneur
Au terme de sa carrière de joueur, Robert Holmes devient entraîneur. Son premier club est le Bradford City en 1904-1905.
Il signe ensuite en janvier 1909 avec les Blackburn Rovers. Avec le club il remporte le championnat d'Angleterre en 1911-1912. C'est alors le tout premier titre national du club. Il reste chez les Rovers jusqu'en 1913.
Entre-temps, il est nommé en 1906 entraineur de l'équipe nationale anglaise pour un match à Cardiff contre le pays de Galles.
En 1917 il devient l'entraineur du Dick, Kerr's Ladies Football Club, une équipe féminine de football. C'est cette équipe qui joue en 1920 le tout premier match international de l'histoire du football féminin. Il s'agit d'un match disputé contre l'équipe de France féminine de football.

## Palmarès
Preston North End
- Championnat d'Angleterre
  - Vainqueur en 1888-1889 et 1889-1890
- Coupe d'Angleterre
  - Vainqueur en 1888-1889

Blackburn Rovers
- Championnat d'Angleterre
  - Vainqueur en 1911-1912

Équipe d'Angleterre
- British Home Championship
  - Vainqueur en 1887-1888, 1890-1891, 1891-1892, 1892-1893 et 1894-1895